# Can Güell (Sant Ferriol)
Can Güell és una masia situada al municipi de Sant Ferriol, a la comarca catalana de la Garrotxa.